# Església Patriarcal de la Santa Mare de Déu (Istanbul)
L'Església Patriarcal de la Santa Mare de Déu o Església Patriarcal de Surp Asdvadzadzin (armeni: Սուրբ Աստուածածին Աթոռանիստ Մայր Տաճար, turc: Aziz Meryem Ana Patriklik Kilisesi) és una església apostòlica armènia situada al barri de Kumkapı al districte de Fatih a Istanbul, Turquia. És l'església del Patriarcat Armeni de Constantinoble, que té les seves oficines directament a l'altre costat del mateix carrer.